# Округ Харви (Канзас)
Округ Харви (енгл. Harvey County) је округ у америчкој савезној држави Канзас. По попису из 2010. године број становника је 34.684. Седиште округа је град Њутн.

## Демографија
Према попису становништва из 2010. у округу је живело 34.684 становника, што је 1.815 (5,5%) становника више него 2000. године.
| Група             | 2000.          | 2010.          |
| Белци             | 28.973 (88,1%) | 29.332 (84,6%) |
| Афроамериканци    | 522 (1,6%)     | 564 (1,6%)     |
| Азијати           | 171 (0,5%)     | 256 (0,7%)     |
| Хиспаноамериканци | 2.620 (8,0%)   | 3.747 (10,8%)  |
| Укупно            | 32.869         | 34.684         |